# قشلاق جیتو
قشلاق جیتو، روستایی از توابع بخش قرچک شهرستان قرچک در استان تهران ایران است
چند  ایل بومی به اسامی سیری ،خانی ،شاهسوند ،دالوند ،لاله،کرد قرچلو ، تاجیک ،شیرازی،
نام‌محلی=
مردمان محلی یا بومی= ایل سیری و خانی و شاهسوند
 مردمان اصلی :شاهسوند.خانی.سیری
مردمان غیر بومی یا مقیم=ترک آبادی و دوازده متری ها

قشلاق جیتو، روستایی از توابع بخش قرچک شهرستان قرچک در استان تهران ایران است.
این روستا دو خیابان اصلی به نام های دوازده متری و ترک آباد دارد.
این روستا دو ایل بومی یعنی کسانی که سالایان سال در قشلاق بودن دارد
ترک آبادی ها ودوازده متری ها بومی نیستند
 
توجه داشته باشید دو ایل شاهسوند و هداوند

بومی قشلاق هستند هستند
 
مردمان محلی یا بومی=ایل شاهسوند و هداوند و سیری
مردمان غیر بومی یا مقیم=ترک آبادی 
شهيد حسين لاله تنها شهيد اين روستا است.

## جمعیت
این روستا در دهستان قشلاق جیتو قرار دارد و براساس سرشماری مرکز آمار ایران در سال ۱۳۸۵، جمعیت آن ۷٬۳۴۶ نفر (۱٬۶۸۹خانوار) بوده‌است.